# Gigny-Bussy
Gigny-Bussy ist eine französische Gemeinde im Département Marne in der Region Grand Est. Sie hat eine Fläche von 22,51 km² und 227 Einwohner (2022).

## Geografie
Die Gemeinde Gigny-Bussy liedr 15 Kilometer südlich von Vitry-le-François und acht Kilometer westlich des größten französischen Stausees Lac du Der-Chantecoq.

## Geschichte
Die Gemeinde Gigny-Bussy entstand 1966 aus dem Zusammenschluss der ehemals selbständigen Gemeinden Gigny-aux-Bois und Bussy-aux-Bois.

## Bevölkerungsentwicklung
| Jahr                       | 1962 | 1968 | 1975 | 1982 | 1990 | 1999 | 2006 | 2012 | 2018 |
| -------------------------- | ---- | ---- | ---- | ---- | ---- | ---- | ---- | ---- | ---- |
| Einwohner                  | 222  | 259  | 241  | 241  | 244  | 243  | 248  | 231  | 233  |
| Quellen: Cassini und INSEE |      |      |      |      |      |      |      |      |      |

## Sehenswürdigkeiten
- Kirche Saint-Denis in Bussy-aux-Bois (Monument historique)
- Kirche Sainte-Julienne in Gigny-aux-Bois

## Persönlichkeiten
- Max Leognany (1913–1994), der Graveur und Lithograph lebte und arbeitete in Bussy-aux-bois